# Isabelle Daniels
Isabelle Frances Daniels, född 31 juli 1937 i Jakin i Georgia, död 8 september 2017, var en amerikansk friidrottare.
Daniels blev olympisk bronsmedaljör på 4 x 100 meter vid sommarspelen 1956 i Melbourne.